# Расподељена општа меморија
Расподељена општа меморија (енгл. Distributed Shared Memory, DSM), у архихектури рачунара је облик архихектуре меморије где (физички раздвојене) меморије могу бити адресиране као један (логички расподељене) адресни простор. Овде, термин расподељена не значи да постоји једна централизована меморија, али расподељена у суштини значи да је адресни простор расподељен (иста физичка адреса на два процесора се односи на исту локацију у меморији. Расподељени глобални адресни простор (енгл. Distributed Global Address Space, DGAS), је сличан термин за широку класу софтверске и хардверске имплементације, у којој сваки чвор кластера има приступ дељеној меморији као додатак не-дељене приватне меморије сваком чвору.
Софтверски DSM системи могу се реализовати у оперативном систему (ОС), или као библиотека за програмирање и могу да се посматрају као продужеци основне архитектуре виртуелне меморије . Када је имплементиран у ОС-у, такав систем је транспарентан за програмера, што значи који је основна расподељена меморија потпуно сакривена од корисника. Насупрот томе, Софтверски DSM системи имплементирани у библиотеци или на нивоу језика нису транспарентни и програмери обично морају да другачије програмирају. Међутим, ови системи нуде више преносних приступа имплементацији DSM система.
Софтверски DSM системи такође имају флексибилност да организују заједничку меморију региона на различите начине. Страна заснована на приступу, организује дељену меморију у страницама фиксне величине. Насупрот томе, објекат заснован на приступу организује регион дељене меморије као апстрактни простор за складиштење дељивих објеката различитих величина. Још једна имплементација користи простор низа, у коме је сам низ јединица дељења.
Архихектура дељене меморије може да подразумева одвајање меморије у заједничке делове распоређене између чворова и главне меморије; или распоређивање свих меморија између чворова. Протокол кохерентности, изабран у складу са моделом кохерентности, одржава меморијску кохерентност.
Примери таквих система укључују:
- Kerrighed
- OpenSSI
- MOSIX
- TreadMarks
- DIPC